# 久保書店
久保書店（くぼしょてん）は、日本の出版社。この項では共同で同一サイトを運営している関連会社のあまとりあ社（あまとりあしゃ）についても記述する。

## 概要
大元社の久保藤吉によって 1953年（昭和28年）設立。主に成人向け漫画を出版している。主な発行漫画レーベルは『ワールドコミックススペシャル』(A5判)と『ワールドコミックスMAX』(B6判、一冊200P以上の分厚さが特徴)。
1958年から1964年にかけて、ハードボイルド小説雑誌『マンハント』日本版を発刊していた。また、B級のSF／ミステリ叢書「久保書店QTブックス」やSF専門の叢書「久保書店SFノベルズ」、SM・アブノーマル雑誌『裏窓』などを刊行していた。

### あまとりあ社
あまとりあ社は、当初は1949年（昭和24年）、高橋鐵の性科学解説書『あるす・あまとりあ』の出版のために高橋と久保藤吉によって作られた名義で、1953年、久保書店とほぼ同時に会社として設立された。
あまとりあ社は、高橋鐵の主筆による性風俗誌『あまとりあ』を1951年から1955年にかけて刊行した。『あまとりあ』は「文化人の性風俗誌」をうたい、大場正史、岡田甫、南部僑一郎、平野威馬雄、正岡容、矢野目源一、龍胆寺雄らの各分野における研究者が寄稿していた。『あまとりあ』廃刊時の編集長中田雅久は久保書店へ移り、『マンハント』の創刊に関わっている。
1982年から1998年にかけて刊行されていた成人向け漫画雑誌『レモンピープル』はロリコン漫画ブームの先駆けとされ、休刊後も「貧乳シリーズ」「ぺたふぇち。」など、2014年まで長くロリコン系の雑誌やアンソロジー単行本シリーズを出し続けていた。
1953年の設立から長く続いていた事務所は老朽化のため、2016年12月に取り壊しとなり、同じ敷地内 に移転している。